# Dresna
Dresna (russisch Дре́зна) ist eine Stadt mit 11.820 Einwohnern (Stand 14. Oktober 2010) in der Oblast Moskau, Russland. Sie liegt am gleichnamigen Zufluss der Kljasma, 83 km östlich von Moskau. Die beiden nächstgelegenen Städte sind mit jeweils rund zehn Kilometern Entfernung Likino-Duljowo und das Rajon-Zentrum Orechowo-Sujewo.

## Geschichte
Dresna entstand im Jahre 1897 als Arbeitersiedlung an einer gleichzeitig gegründeten Textilfabrik der beiden Söhne des Industriellen Iwan Simin aus Orechowo-Sujewo. Seitdem und bis heute ist Dresna ein bedeutender Standort der Textilindustrie im Großraum Moskau. Am 7. Oktober 1940 erhielt die Siedlung Stadtrechte.

### Bevölkerungsentwicklung
| Jahr | Einwohner |
| ---- | --------- |
| 1939 | 11.295    |
| 1959 | 11.530    |
| 1970 | 12.539    |
| 1979 | 12.298    |
| 1989 | 13.047    |
| 2002 | 11.665    |
| 2010 | 11.820    |

Anmerkung: Volkszählungsdaten

## Wirtschaft und Verkehr
Die beiden wichtigsten Betriebe der Stadt sind die Textilfabrik (seit 1992 als Aktiengesellschaft registriert) sowie ein Agrarbetrieb.
Wichtige Straßenanbindungen bestehen über die Verkehrswege A108 und M7. Die Stadt hat einen Bahnanschluss mit einer Station an der Strecke von Moskau (Kursker Bahnhof) nach Nischni Nowgorod.

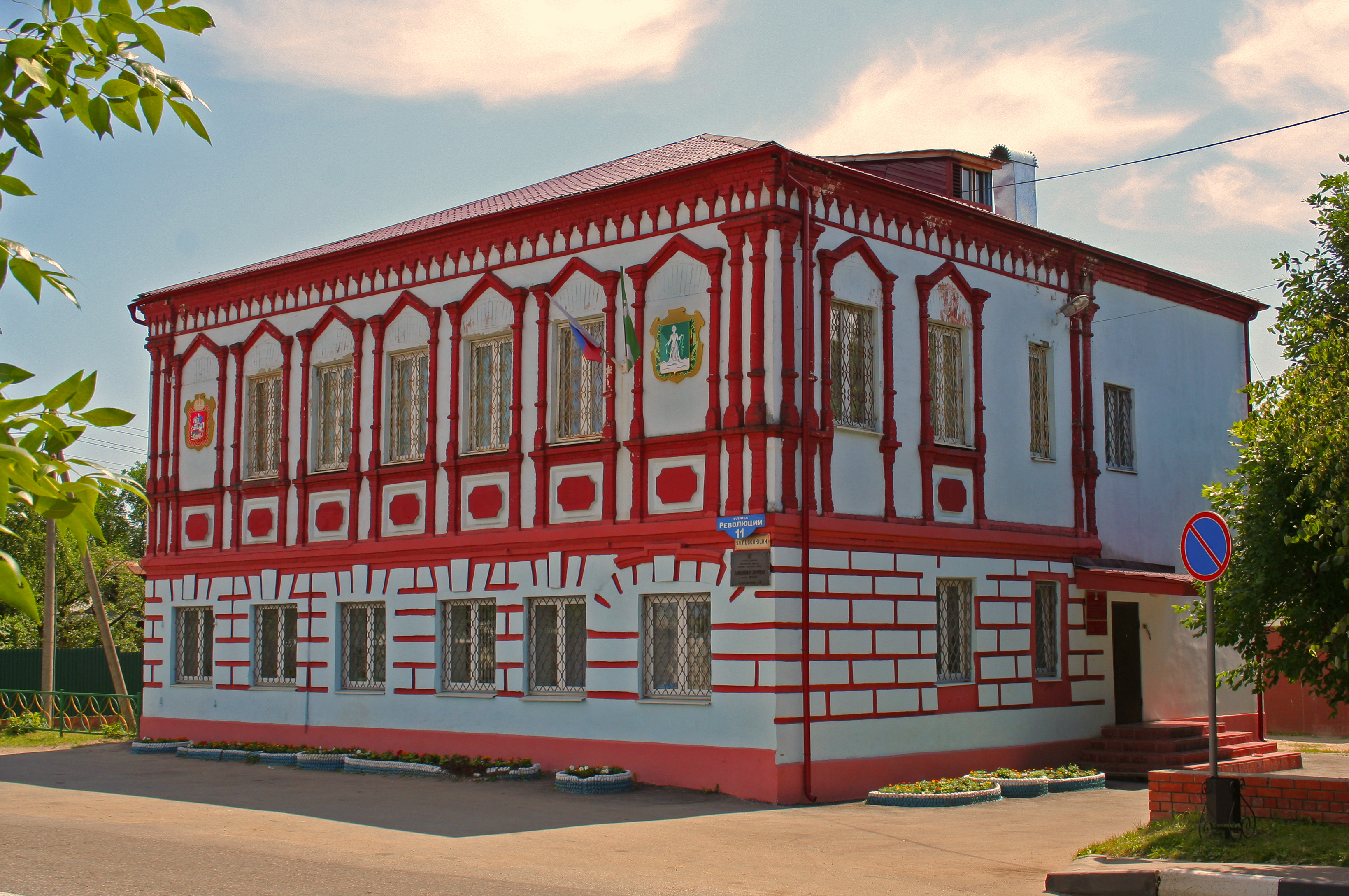
Stadtverwaltung von Dresna
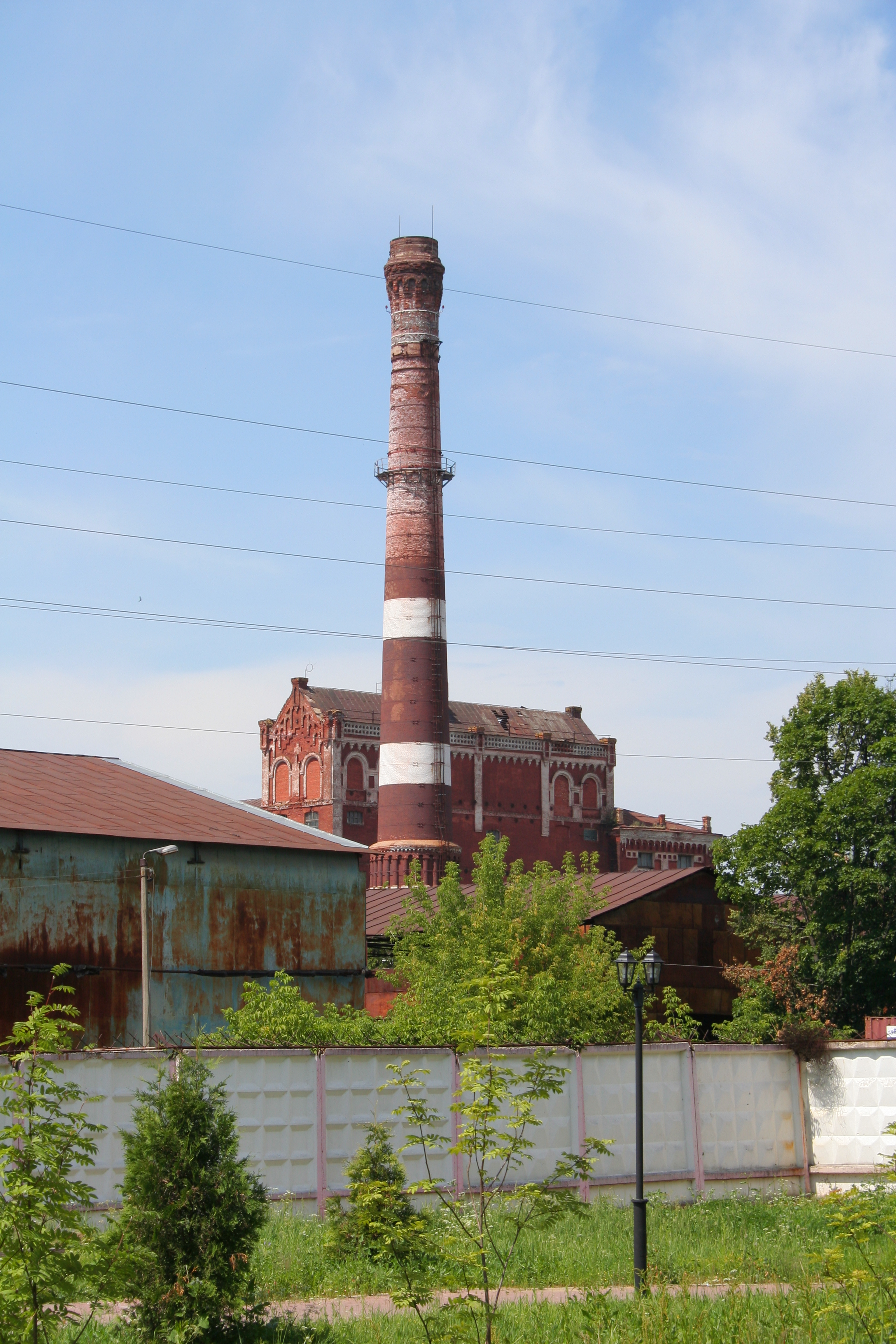
Textilfabrik
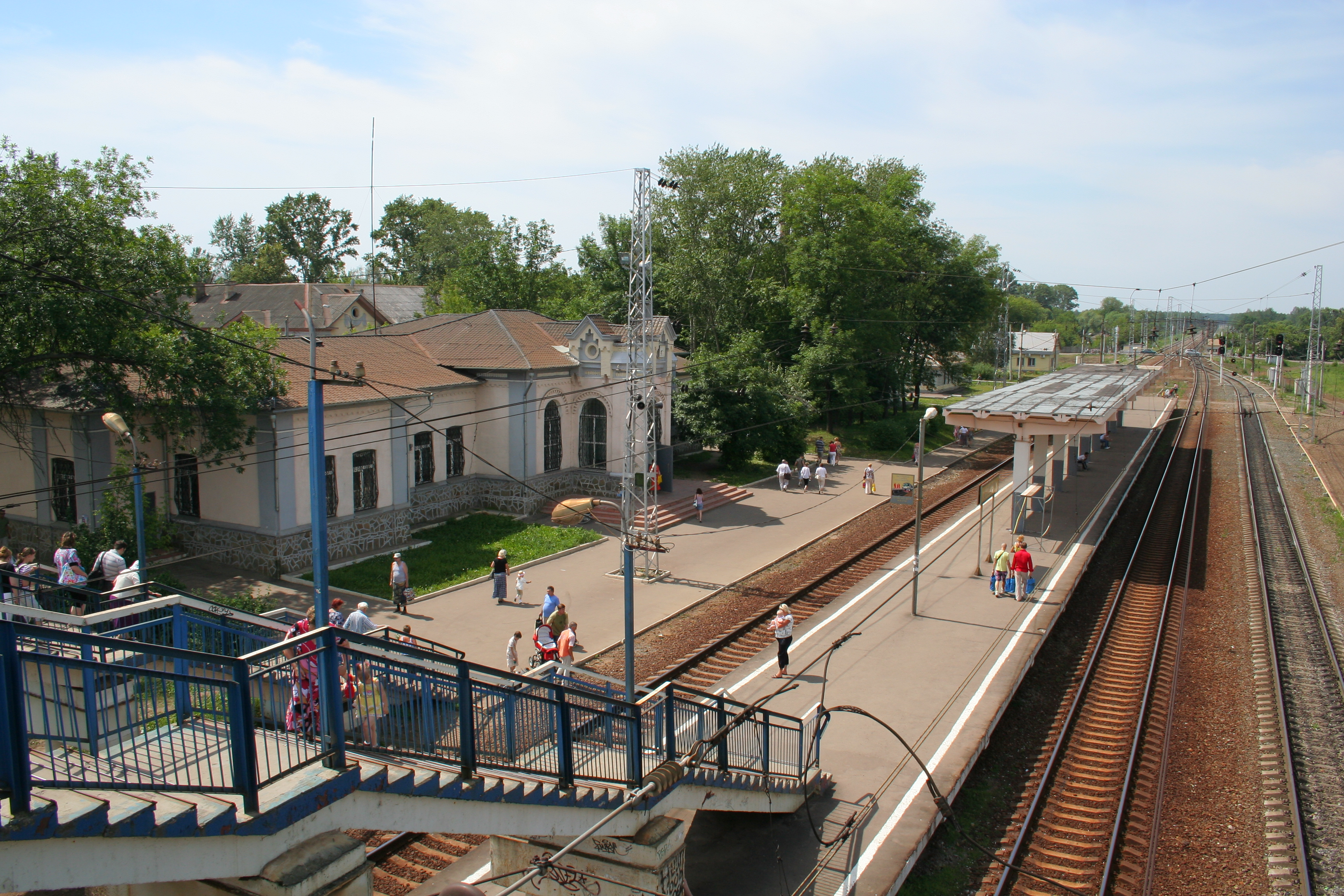
Bahnhof Dresna

## Söhne und Töchter der Stadt
- Dmitri Gubernijew (* 1974), TV-Moderator (Fernsehsender Rossija 2)
- Igor Nowikow (1929–2007), Fünfkämpfer
- Pawel Karassjow (* 1992), Fußballspieler